# بابلو كاسترو
بابلو كاسترو (بالإسبانية: Pablo Castro)‏ (18 يناير 1985 مونتفيدو الأوروغواي - ) هو لاعب كرة قدم أوروغواني، يلعب كمدافع، لعب 95 مباراة وسجل 9 أهداف.

## مسيرته

### مسيرته مع المنتخبات الوطنية
- 2007 - 2007 لعب مع منتخب الأوروغواي لكرة القدم مباراة.

### مسيرته مع الأندية
- 2004 - 2009 لعب مع بيلا فيستا 85 مباراة سجل خلالها 8 أهداف.
- 2010 - 2010 لعب مع سنترال إسبانيول مباراتين.
- 2013 - 2013 لعب مع مونتيفيديو سيتي توركي 7 مباريات سجل خلالها هدف.

## روابط خارجية
- بابلو كاسترو على موقع قاعدة بيانات كرة القدم.إي يو (الإنجليزية)
- بابلو كاسترو على موقع ناشيونال فوتبول تيمز (الإنجليزية)
- بابلو كاسترو على موقع Soccerway.com (الإنجليزية)